# Alcatrazz
Alcatrazz est un groupe américain de heavy metal, originaire de Los Angeles, en Californie et fondé en 1983. Le chanteur Graham Bonnet décrit le style musical du groupe sous le terme de Thinking Man's Heavy Metal (heavy metal de l'homme pensant).  En 1985, le guitariste Yngwie Malmsteen est remplacé par Steve Vai le temps d'un disque et d'une tournée.
Le groupe a notamment interprété God Blessed Video, chanson notamment diffusée dans la station de radio fictive V-Rock du jeu vidéo Grand Theft Auto: Vice City. Le groupe a également collaboré avec la chanteuse Esther Galil.
Le groupe a sorti plusieurs albums : No Parole From Rock 'N' Roll (1983), Disturbing Peace (1985), Dangerous Games (1986) et Born Innocent (2020). Après un premier arrêt en 1986, le groupe se reforme de 2006 à 2014 autour de Graham Bonnet avec de nouveaux musiciens. En 2019, le groupe se reforme à nouveau et sort un album l'année suivante. En 2020, le groupe se sépare et devient deux entités différentes, chacune s'appelant Alcatrazz : d'un côté, un groupe autour de Graham Bonnet, de l'autre un groupe autour de Jimmy Waldo et Gary Shea, avec un nouveau chanteur.

## Historique
Alcatrazz est formé en 1983 par le chanteur Graham Bonnet. Les membres initiaux incluent Graham Bonnet (chant, ancien membre des Rainbow), Yngwie J. Malmsteen (guitare, ancien membre des Steeler), Gary Shea (basse, ex-New England), Jimmy Waldo (clavier, ex-New England) et Jan Uvena (batterie, ex-Alice Cooper et Pointer Sisters).
Le premier album du groupe, No Parole From Rock 'N' Roll, est publié à la fin de 1983 au label Rocshire Records. L'album est soutenu par MTV qui diffuse la vidéo du single Island in the Sun, largement inspiré par Rainbow. L'album passe 18 semaines au classement Billboard et y atteint la 128e place. Une seconde vidéo diffusée en 1984 pour Hiroshima Mon Amour se popularise au Japon. Des divergences créatives entre Malmsteen et Bonnet font surface en tournée. Depuis ce moment, et après avoir révélé qu'il souhaitait se consacrer à une carrière solo, Malmsteen quitte le groupe en 1984 pour enregistrer son premier album solo, Rising Force, et signe chez Polydor Records. 
Le groupe publie l'album Disturbing the Peace au printemps 1985. L'album est produit par Eddie Kramer qui a collaboré avec Led Zeppelin, Jimi Hendrix, et Triumph, entre autres. God Blessed Video est le premier single. L'album atteint la 145e place du Billboard pendant 16 semaines. Alcatrazz, cependant, écourte sa tournée à cause de problèmes financiers. Steve Vai part pour rejoindre le groupe de David Lee Roth en 1986. Il est remplacé par le guitariste Danny Johnson (ex-Axis, Rod Stewart, Alice Cooper), qui enregistrera le dernier album studio d'Alcatrazz, Dangerous Games, publié à la fin de 1986. 
En 1998, le label Dreamcatcher Records publie The Best of Alcatrazz, une compilation rétrospective du groupe. La chanson God Blessed Video est incluse dans le jeu vidéo Grand Theft Auto: Vice City, publié en 2002, sur la chaîne de radio fictive V-Rock.
Bonnet reforme sa version du groupe sous le nom d'Alcatrazz featuring Graham Bonnet,, avec le guitariste Howie Simon (Jeff Scott Soto Band, Talisman), le batteur Glen Sobel (Impellitteri, Beautiful Creatures, Tony MacAlpine), et le bassiste Tim Luce, puis tourne au Japon en mai et juin 2007. Howie Simon révèle qu’il souhaite le retour du nom d'Alcatrazz. Ils participent également au BerkRock festival de Berkovitsa, en Bulgarie, en juillet 2008.
Durant l'année 2019, le guitariste américain Joe Stump rejoint Alcatrazz en tant que guitariste soliste. Après 34 ans sans nouvel album, le groupe annonce la sortie de l'album " Born Innocent " pour le 31 Juillet 2020. Le line-up de cet album est constitué de Graham Bonnet au chant, Joe Stump aux guitares, Jimmy Waldo aux claviers, Gary Shea à la basse et Mark Benquechea à la batterie.
En 2020, le groupe se sépare suite à des conflits avec le management et devient deux entités différentes, chacune s'appelant Alcatrazz : d'un côté, un groupe autour de Graham Bonnet, de l'autre un groupe autour de Jimmy Waldo et Gary Shea, avec un nouveau chanteur.

## Membres
- Graham Bonnet - chant (1983-1987, 2007-2014, 2019-2020)
- Doogie White - chant (2021-actuellement)
- Yngwie Malmsteen - guitare (1983-1984)
- Steve Vai - guitare (1984-1985)
- Joe Stump - guitare (2019-actuellement)
- Gary Shea - basse (1983-1987, 2019-actuellement)
- Tim Luce - basse (2007-2014)
- Howie Simon - guitare (2007-2014)
- Jeff Bowders - batterie (2010-2014)
- Bobby Rock - batterie (2011-2014)
- Mark Benqchea - batterie (2019-actuellement)
- Jimmy Waldo - claviers (1983-1987, 2019-actuellement)

## Discographie
- 1983 : No Parole from Rock 'n' Roll
- 1984 : Live Sentence
- 1985 : Disturbing the Peace
- 1986 : Dangerous Games
- 1998 : The Best of Alcatrazz
- 2010 : Live '83
- 2020 : Born Innocent
- 2021 : V
- 2023 : Take no Prisoners